# Pambal
Pambal est une localité du Sénégal, située dans le département de Tivaouane et la région de Thiès. C'est le chef-lieu de l'arrondissement de Pambal. Pambal a été érigé en communauté rurale en novembre 2010.

## Géographie
Pambal est situé à environ 65 km au nord-est de Dakar. La localité se trouve sur la piste en latérite reliant Tivaouane, à l'est, à Darou Alfa, à l'ouest.
La localité est limitrophe des communautés rurales de Notto Gouye Diama, Chérif Lô et de la commune de Tivaouane. Son accession au statut de communauté rurale s'est accompagnée du rattachement de cinq villages : Kadane, Khakh, Térokh, Yendane et Douniane, ce qui en porte le nombre à 21 en 2019.
Pambal se trouve dans la zone géographique des Niayes (nord-ouest du Sénégal), qui est formée de dunes et de dépressions favorables aux cultures maraîchères.

## Population
La population, d'un peu plus de 10 000 habitants est principalement sérère et dispose d'une forte diaspora en Europe, en particulier en Espagne et en Italie,.

## Économie
L'agriculture maraîchère et fruitière est la principale activité économique. L'arachide est la culture dominante.

## Infrastructures et équipements
La commune dispose d'un lycée, jugé insuffisamment équipé en 2014, et  d'un centre de santé avec un pôle mère-enfant.
Elle dispose d'un unique forage pour assurer le ravitaillement en eau des 21 villages, forage exposé à de longues pannes en 2019.